# Основа (морфология)
Основа се нарича съвкупността от лексикални морфеми (корен, представка, словообразувателна наставка и съединителна морфема) на дадената дума. Морфемата е най-малката част от думата, която има (лексикално или граматично) значение.

## Корен
Коренът изразява основното лексикално значение на думата.

## Представка
Представките стоят пред корена на думата или пред друга представка и променят значението на думата.

## Словообразувателна наставка
Словообразувателните наставки стоят след корена на думата или след друга наставка и променят значението на думата.

## Съединителна морфема
Съединителните морфеми съединяват корените в сложните думи: водОскок, земЕмер.

## Граматичните морфеми
Те изразяват граматичното значение на думите -чрез тях се образуват различните форми на дадена дума. Към граматичните морфеми спадат формообразувателната наставка, окончанието и членната морфема. Съвкупността от граматични морфеми на дадена дума се нарича форматив.
Формообразувателните наставки стоят след корена на думата или след друга наставка и изразяват граматично значение. Окончанието стои в края думата след корена или наставката и изразява граматични значения – например род, число. Членната морфема стои в края на думата след корена, наставката или окончанието и изразява граматичното значение определеност.
| Лексикални морфеми | Лексикални морфеми | Лексикални морфеми | Граматични морфеми | Граматични морфеми | Граматични морфеми |
| Основа             | Основа             | Основа             | Форматив           | Форматив           | Форматив           |
| Представка         | Корен              | Наставка           | Наставка           | Окончание          | Членна морфема     |
| ------------------ | ------------------ | ------------------ | ------------------ | ------------------ | ------------------ |
| под-               | вод                | -ен                |                    |                    |                    |
|                    | рев                | лив                |                    | -а                 | -та                |
|                    | гор                | -ист               |                    |                    |                    |
| край-              | град               | -ск                |                    | -и                 | -те                |
|                    | люл                | -ч-иц              |                    | -и                 | -те                |
|                    | абонат             | -ка                |                    |                    | -та                |
| -до-на             | пис                |                    | -а-л               | -а                 | -та                |
| -пре-на-           | гре                |                    | -л                 | -и                 | -те                |